# En plads på toppen
En plads på toppen (engelsk: Room at the Top) er en engelsk dramatisk film fra 1959 baseret på en roman af John Braine med manuskriptet af Neil Paterson og instruktion af Jack Clayton. Laurence Harvey og Simone Signoret har hovedrollerne i filmen, og Signoret modtog en Oscar for bedste kvindelige hovedrolle for sin præstation.

## Handling
Filmen foregår i Yorkshire i begyndelsen af 1950'erne. Joe Lampton (Laurence Harvey) er en socialt ambitiøs ung mand fra arbejderklassen, der er flyttet fra sin fødeby, som han var led og ked af, til en lidt større by, hvor han har fået arbejde på et kommunalt kontor. Her kaster han sin kærlighed på den smukke Susan (Heather Sears), der er datter af den rige fabrikant Brown (Donald Wolfit), men hans venner, herunder kollegaen Soames (Donald Houston), råder ham til at slå Susan ud af hovedet. 
Da Brown sender Susan væk for at hindre det upassende parti, forlyster Joe sig med den lidt ældre Alice (Simone Signoret), der har et blakket ry i byen, men er ulykkeligt gift. Alice forelsker sig fuldt og helt i Joe, der efterhånden gengælder følelsen. Da han kortvarigt møder Susan, overtaler hun ham til et møde, hvorunder hun bliver gravid. Brown forsøger at betale Joe for at forsvinde, men hans stolthed forbyder ham det. I stedet køber Brown ham til at gifte sig med Susan mod at opgive forholdet til Alice. Da Joe meddeler dette til Alice, bliver hun fortvivlet og drikker sig fuld, hvorefter hun dør i en bilulykke. Joe føler, at det er hans skyld, og han drikker sig fuld og rager uklar med en gruppe mænd, der banker ham. Soames finder ham og hjælper ham til at gøre sig klar til brylluppet.

## Medvirkende
- Laurence Harvey – Joe Lampton
- Simone Signoret – Alice Aisgill
- Heather Sears – Susan Brown
- Donald Wolfit – Mr. Brown, Susans far
- Donald Houston – Charlie Soames
- Hermione Baddeley – Elspeth, Alices veninde
- Allan Cuthbertson – George Aisgill, Alices mand
- Raymond Huntley – Mr. Hoylake, Joes chef
- John Westbrook – Jack Wales, Susans kæreste

## Baggrund og produktion
Filmen betragtes som den første af den britiske nye bølge af socialrealistiske film, der bl.a. var inspireret af film om den rodløse ungdom fra USA, bl.a. Vildt blod. 
Mange af filmens udendørs scener blev optaget i Halifax i Yorkshire. 
Rollen som Alice blev oprindeligt tilbudt Vivien Leigh, men Signoret endte med at få den.

## Modtagelse
Filmen blev forbudt for børn på grund af dens meget direkte seksuelle indhold. Den blev sikret en rimelig distribution, og filmen blev en overraskende stor publikumssucces. Ligeledes fik den gode anmeldelser, og Jack Claytons karriere fik et stort løft med filmen. Også Simone Signoret, der var et stort navn i Frankrig, fik slået sit navn fast uden for sit hjemland, og hun modtog en Oscar for bedste kvindelige hovedrolle for sit spil. Ligeledes fik Neil Paterson en Oscar for bedste filmatisering.
Filmen fik i 1965 en noget mindre kendt efterfølger, Livet på toppen.